# Gelber Aurorafalter
Der Gelbe Aurorafalter (Anthocharis euphenoides) ist ein Schmetterling (Tagfalter) aus der Familie der Weißlinge (Pieridae).

## Merkmale
Der Gelbe Aurorafalter sieht dem Aurorafalter (Anthocharis cardamines) sehr ähnlich. Anders als bei dieser Art haben die Männchen jedoch statt einer weißen, eine gelbe Grundfarbe auf beiden Seiten der Flügelpaare. Bei den Weibchen sind nur die Flügelunterseiten teilweise gelb. Sie besitzen jedoch anders als die Weibchen des Aurorafalters orange Flügelspitzen, die jedoch weniger ausgedehnt sind, als beim Männchen. Auf Grund dieses Merkmals kann man sie jedoch mit der etwas größeren Zegris eupheme verwechseln, dessen Verbreitungsgebiet sich in Spanien überschneidet. Die Flügelspitze ist bei den Weibchen der ähnlichen Art jedoch nur orange gekernt und ansonsten graubraun. Colotis evagore kann ebenfalls mit dem Gelben Aurorafalter verwechselt werden, lässt sich jedoch durch die nicht graugrün marmorierten Unterseiten der Hinterflügel unterscheiden.

### Ähnliche Arten
- Aurorafalter (Anthocharis cardamines) (Linnaeus, 1758)
- Colotis evagore (Klug, 1829)
- Zegris eupheme (Esper, 1804)

## Vorkommen und Lebensraum
Die Tiere kommen auf der Iberischen Halbinsel vor, fehlen jedoch im Südwesten und Nordosten. Die Verbreitung erstreckt sich weiterhin über den Süden Frankreichs, von den Ostpyrenäen bis zum Département Alpes-Maritimes und nach Italien in die Abruzzen. Wenige Nachweise gibt es aus der Schweiz (Südtessin), die Art ist dort jedoch nicht bodenständig, sondern ist nur als Irrgast zu bezeichnen. Die Art besiedelt offene und blütenreiche Gebiete, wie Halbtrockenrasen, Felsensteppen und ausgedehntere Lichtungen in trockenen Wäldern. Man findet sie darüber hinaus auch an sonnigen Waldwegen und in offenen Olivenhainen. Die Art kommt in Berglagen von bis zu 1800 Meter Seehöhe vor.

## Lebensweise
Die Weibchen legen ihre Eier im Frühling an den Blütenstielen der Raupennahrungspflanzen ab. Sie sind anfangs gelb, dann rot gefärbt und haben eine längliche Form. Die Raupen ernähren sich ausschließlich von den Blüten und Früchten von Brillenschötchen (Biscutella) und selten auch Rauken (Sisymbrium). Die Imagines fliegen entsprechend der Blütezeit dieser Pflanzen im Mittelmeerraum bereits Anfang März, nördlich davon ab April. Im Gebirge endet die Flugzeit Ende Juni. Die Raupen fressen häufig Artgenossen und Raupen anderer Arten, wenn sie auf den gleichen Nahrungspflanzen leben.

## Belege